# Magdalenska cerkev, Morano Calabra
Magdalenska cerkev stoji v kraju Morano Calabro, Pokrajina Cosenza, Kalabrija.

## Zgodovina
Ustanovljena je bila leta 1097 zunaj mestnega obzidja kot majhna kapela, zato jo je zaradi povečanega števila vernikov v drugi polovici 16. stoletja po naročilu prošta don Giuseppeja La Pilosella razširila. Potem ko je 3. februarja 1737 z bulo papeža Klemena XII. prevzela naziv kolegijske cerkve, je bila leta 1732 zadnjič prenovljena v bazilikalni zasnovi s tlorisom latinskega križa s tremi ladjami, medtem ko ji je dekorativni aparat, ki ga je naročil Donato Sarnicola, dal sedanjo poznobaročno podobo, ki velja za enega najbolj navdihujočih primerov umetnosti tistega časa v Kalabriji. Zvonik (1817) in kupola (1794) sta bila nato leta 1862 prekrita z rumeno in zeleno majoliko v kampanjskem slogu. Fasada, dokončana v 1840-ih v neoklasicističnem slogu, je razdeljena na dve ravni, razdeljena z okvirjem niza, sestavljenim iz triglifov in metop s klasičnimi simboli z dorskimi in jonskimi pilastri, obdanimi v prostorih z girlandami.

## Opis
Med številnimi umetninami sodijo v sakralni pribor ciborij in dva moleča angela šole Pietra Berninija; Madonna degl'Angioli (1505) iz samostana San Bernardino, postavljena na oltar v desnem transeptu, pa je delo slavnega južnorenesančnega kiparja Antonella Gaginija. V cerkvi je tudi Čaščenje Treh kraljev, ki ima fragmentarno signaturo, vendar jo je mogoče pripisati lokalnemu slikarju Francescu Schifinu, ki je bil prav tako dolgo dejaven v Firencah. Oltarne slike ni mogoče z gotovostjo datirati in ni mogoče vedeti, ali je nastala pred ali po toskanskem bivanju.
Neapeljska šola 18. stoletja je dobro zastopana z nekaterimi oltarnimi slikami. Med najpomembnejšimi avtorji in deli omenimo: Francesca Lopeza, avtorja Brezmadežnega spočetja (1747), Addolorata, Janeza Krstnika in nekaterih svetnikov (1748); Družina Sarnelli, Čudež sv. Frančiška Saleškega (1747), Kronanje Device (1747) in Gospa rožnega venca ter nekateri svetniki; Giuseppe Tomajoli, Smrt San Giuseppeja (1742) in cimatij San Giovannina iz istega obdobja; in nazadnje moranski slikar Lo Tufo, Devica med svetima Silvestrom in Janezom Krstnikom (1763) in Duše čiščenja.
Med lesenimi umetninami so zelo dragoceni kor (1792), prižnica in nekatere sakralne omarice, ki sta jih med koncem 18. in začetkom 19. stoletja izdelala Mario in Agostino Fusco. Na dnu apside, ki izvira iz samostana Colloreto, je pediment iz polikromiranega marmorja iz zgodnjega 17. stoletja, ki ga zaključujeta kipa svetega Avguština in svete Monike z Marijo Magdaleno, ki moli v središču, pripisana Cosimu Fanzagu ali Naccherinu, obkrožena z dvema puttoma iz istega obdobja.
Zakristija je prekrita z redkim kasetiranim stropom lokalne izdelave iz poznega 16. stoletja, ki pripada starodavnemu aparatu, sodobnemu z virom svetih olj v marmorju; Sanseverinski poliptih Bartolomea Vivarinija iz leta 1477. Hranijo se tudi številne relikvije svetnikov, vključno s kamnom iz Svetega groba in odtisom stopala s sandale sv. Francesca da Paola, ki je bil zapuščen na skali na gori Sant'Angelo v dejanju blagoslova Kalabrije pred odhodom v Francijo.

## Sanseverinski poliptih
Sanseverinski poliptih je leta 1477 ustvaril beneški slikar Bartolomeo Vivarini po naročilu fevdalca Geronima Sanseverina ali škofa Rutilia Zenoneja za samostan San Bernardino da Siena. Po različnih poskusih kraje in skrbni restavraciji jo od leta 1995 hranijo v kapeli San Silvestra, v zakristiji Collegiata della Maddalena.
Upodobljeni so: na levem stranskem stebru sveti Janez Krstnik, sveti Nikolaj iz Mire in sveta Katarina Aleksandrijska; na desni strani sveti Hieronim, sv. Ambrož Milanski in sv. Klara Asiška. V središču je Devica Marija z detetom na prestolu, na obeh straneh pa sv. Frančišek Asiški (na levi) in sv. Bernardin Sienski (na desni). Zgoraj je upodobljen Jezusovo trpljenje med svetim Antonom Padovanskim (levo) in svetim Ludvikom Toulškim (desno). Predela tvori osnovo, na kateri je upodobljen blagoslavljajoči Kristus, ki obdaja dvanajst apostolov.